# عقد 1500
عقد 1500 هو عقد امتد بين 1 يناير 1500 و31 ديسمبر 1509 بحسب التقويم الميلادي. سبقه عقد 1490 ولحقه عقد 1510.

## أحداث
- معركة تشيرينيولا (1503)
- قائمة قرارات مجلس أمن الأمم المتحدة من 1501 إلى 1600 (1501)
- معركة غاريليانو 1503 (1503)
- الهجوم على ماهون (1505)
- معركة شاول (1508)
- معركة ديو (1509)
- معركة أنياديللو (1509)

## مواليد
- صامويل آل بالاتش (1501)
- بارثولوميو جيلبرت (1501)
- ألونسو فرنانديث دي أبيليانيدا (1501)

## وفيات
- بارتولوميو دياز (1500)
- خوان من فوا (1500)
- مسيح باشا (1501)
- توماس غري (1501)
- ميغيل دا باز (1500)
- ألبرشت، دوق ساكسونيا (1500)
- جوفاني ديلا روفيري (1501)
- جورج غوردون (1501)
- علي شير النوائي (1501)
- فيليكس فابر (1502)
- يان الأول ألبرت (1501)

## كتب
- Yves Denis Papin (1998). Chronologie de l'histoire ancienne. Lieu de publication non identifié: Éditions Jean-paul Gisserot. ISBN:2-87747-346-5. OCLC:40746926. مؤرشف من الأصل في 2022-03-16.
- موسوعة حضارة العالم (2002) لأحمد محمد عوف.

## روابط خارجية
- تصفح سنة بسنة عقد 1500 على موقع onthisday.com
- تصفح سنة بسنة عقد 1500 ابتداءً من سنة عقد 1500 على موقع المكتبة الوطنية الفرنسية